# Cantone di Vinay
Il Cantone di Vinay era una divisione amministrativa dell'arrondissement di Grenoble.
A seguito della riforma approvata con decreto del 18 febbraio 2014, che ha avuto attuazione dopo le elezioni dipartimentali del 2015, è stato soppresso.

## Composizione
Comprendeva i comuni di:
- L'Albenc
- Chantesse
- Chasselay
- Cognin-les-Gorges
- Malleval-en-Vercors
- Notre-Dame-de-l'Osier
- Rovon
- Saint-Gervais
- Serre-Nerpol
- Varacieux
- Vinay